# Katsuo Okazaki
Pour les articles homonymes, voir Okazaki (homonymie).
Katsuo Okazaki (岡崎 勝男, Okazaki Katsuo) est un diplomate, politicien et athlète japonais. Il est notamment le dernier président du conseil de la Concession de Shanghai après le retrait des britanniques et des américains pendant la seconde Guerre mondiale. Ministre des affaires étrangères du Japon entre 1952 et 1954, il a contribué au rétablissement de la coopération entre le Japon et les États-Unis après la Guerre.
Il est le frère cadet de Kyūjirō, également politicien et fondateur de la marque de bicyclette Fuji.
Il est le grand-père de la patineuse Kyoko Ina.

## Jeunesse
Katsuo naît le 10 juillet 1897 à Kanagawa, dans le centre du Japon, 10ème fils de Jasunosuke Okazaki (岡崎 安之助). Après des études d'économie à l'Université de Tokyo, il rejoint le ministère japonais des Affaires étrangères.

## Carrière sportive
Katsuo pratique la course à pied en compétition. Il s'illustre notamment aux Jeux de l'Extrême-Orient où il remporte le mile à Shanghai en 1921, puis réalise le doublé mile / demi-mile à Osaka en 1923. Dans la foulée, alors en poste à Paris, il participe aux Jeux Olympiques de 1924 et se qualifie pour la finale du 5 000 m avec un temps de 15 min 22 s 2. Pendant la finale, il s'évanouit à cause de la chaleur et doit être emporté par l'équipe médicale.

## Carrière consulaire
Au début des années 30, la carrière internationale de Katsuo s'accélère. Il rejoint d'abord l'ambassade du Japon à Washington en fonction de deuxième secrétaire. Puis il se rend en Chine à l'aube de la guerre sino-japonaise. Il devient consul général du Japon à Nankin après la chute de la capitale chinoise en 1937 et sur fond de climat extrêmement violent. En tant que consul, il n'est cependant pas jugé impliqué directement dans les massacres qui suivront.

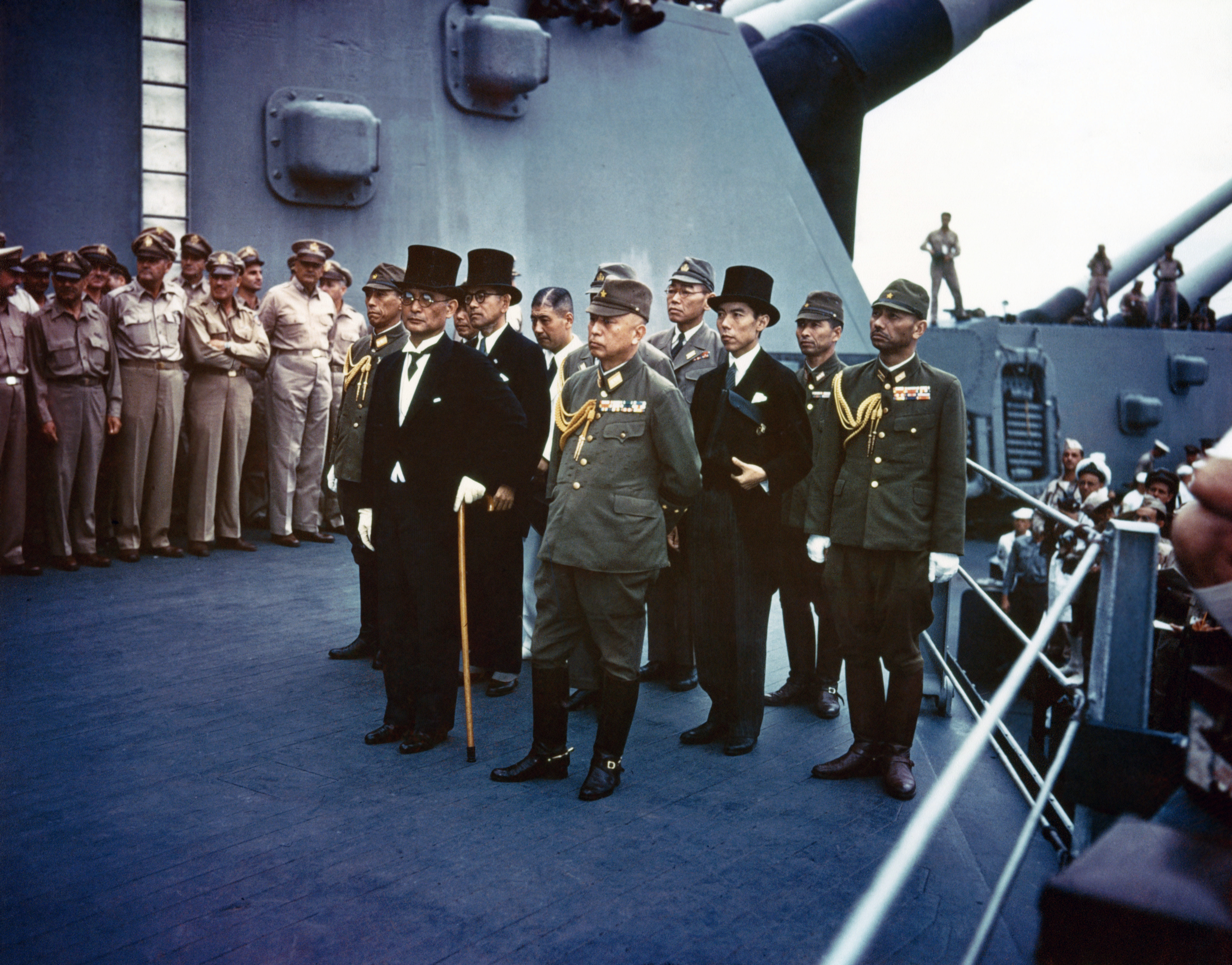
Katsuo à bord de l' lors des cérémonies de reddition le 2 septembre 1945. (deuxième rang à gauche, en haut de forme).

En 1938, il occupe le poste de consul à Canton, puis de 1939 à 1941 à Hong Kong.
Début janvier 1942, il est nommé président du conseil municipal de Shanghai. La ville est à l'époque une concession internationale dont la présidence se partage entre les britanniques et les américains. Au début de la guerre du Pacifique, les troupes japonaises occupent la ville et les autres nations sont contraintes de l'abandonner. Katsuo devient alors le seul, et dernier, président japonais. Le commissaire général G. Godfrey Philips démissionne également le 1er mars 1942 et Katsuo reprend son rôle à titre honorifique. Il garde ses fonctions jusqu'en 1943 à la dissolution du Conseil municipal.
1945 sonne la fin de la guerre. Katsuo participe alors aux négociations de reddition entre les émissaires japonais et les responsables militaires américains à Manille ainsi que sur l'île de Iejima. Il est également présent au côté du premier ministre Mamoru Shigemitsu lors de la capitulation japonaise officielle le 2 septembre 1945 à bord de l'USS Missouri.

## Carrière politique d'après-guerre

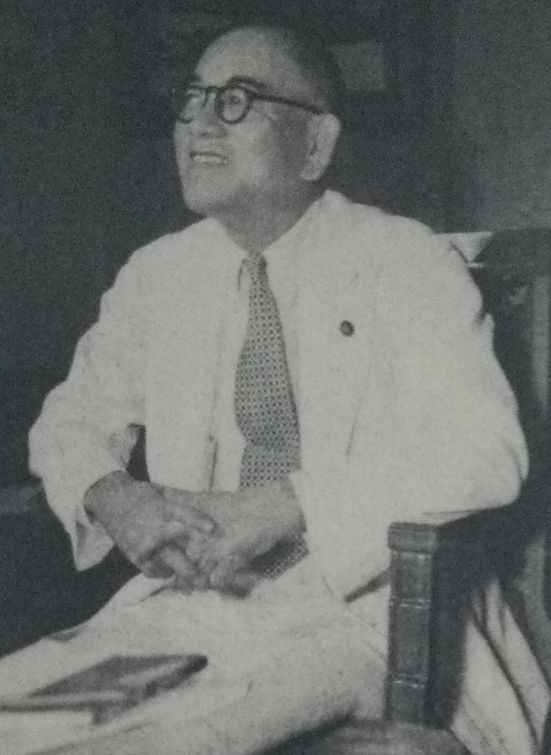
Katsuo en 1951

Au lendemain de la guerre, Katsuo présente sa démission mais il est rappelé par le nouveau ministre des affaires étrangères Shigeru Yoshida pour faire partie de son ministère. Il est par ailleurs élu à la Chambre des représentants en 1949. En 1950, il est nommé secrétaire en chef du Cabinet et ministre d'État par Shigeru, devenu alors Premier Ministre. Pendant cette période, il signe avec l'assistant au secrétaire d'état américain Dean Rusk l'accord de statut des forces (SOFA) entre le Japon et les États-Unis.
En 1952, bâtissant sur son expérience diplomatique, il est nommé ministre des affaires étrangères : il occupe le poste jusqu'en 1954, année où il signe avec les États-Unis l'important accord d'assistance mutuelle à la sécurité (MSA) concluant ainsi les travaux d'Hayato Ikeda. Bras droit fidèle du premier ministre Shigeru, il est considéré comme pro-américain : il soutient notamment la campagne nucléaire dans l'atoll de Bikini, l'année même où survient le scandale du thonier Daigo Fukuryū Maru.
Enfin, d'avril 1961 à juillet 1963, il représente le Japon aux Nations unies, ce qui est vu à l'époque comme une initiative japonaise visant à renforcer leur délégation.

## Famille notable
Le frère aîné de Katsuo, Kyūjirō Okazaki (岡崎久次郎), fonde la marque de bicyclette encore connue aujourd'hui sous le nom de Fuji. Katsuo en assumera par ailleurs la présidence dans les années 50.
Katsuo est marié à Shimako (島子), deuxième fille du vicomte Maeda Toshisada (前田 利定), avec qui il a deux enfants : un fils, Taro, et une fille, Yoshiko.
Yoshiko est la mère de la patineuse artistique nippo-américaine Kyoko Ina.